# Hispo georgii
Hispo georgii är en spindelart som först beskrevs av George William Peckham och Elizabeth Maria Gifford Peckham 1892.  Hispo georgii ingår i släktet Hispo och familjen hoppspindlar. Inga underarter finns listade i Catalogue of Life.